# Спенсер (фильм)
«Спенсер» (англ. Spencer)  — биографический драматический фильм 2021 года режиссёра Пабло Ларраина по сценарию Стивена Найта. Рассказывает о том, как принцесса Диана решила в 1991 году развестись с принцем Чарльзом и покинуть британскую королевскую семью. Диану и Чарльза сыграли Кристен Стюарт и Джек Фартинг.
Премьера картины состоялась 3 сентября 2021 года на 78-м Венецианском кинофестивале. 5 ноября того же года фильм вышел в прокат в Великобритании и США. Он получил в целом положительные отзывы критиков, особо отметивших игру Стюарт. Эта актриса была номинирована на премии «Оскар», «Золотой глобус» и «Выбор критиков» как «Лучшая актриса».

## Сюжет
Действие фильма происходит в декабре 1991 года. Британская королевская семья готовится встретить Рождество в Сандрингемском дворце в Норфолке, среди гостей — принцесса Диана, чей брак с принцем Чарльзом трещит по швам из-за его романа с Камиллой Паркер Боулз. Пока персонал Сандрингема во главе со шталмейстером майором Алистером Грегори готовится к приезду королевских особ, Диана в одиночестве колесит по сельской местности. Находясь на грани нервного срыва, она до последнего откладывает поездку в Сандрингем, пока не сталкивается с королевским шеф-поваром Дарреном Макгрейди. По дороге во дворец она замечает давно заброшенное поместье Парк Хаус, в котором родилась и провела детство.
Сыновья Дианы Уильям и Гарри рады видеть её в Сандрингеме, но остальные члены королевской семьи в основном игнорируют её. Единственная подруга Дианы в поместье — камеристка Мэгги, которая призывает её не падать духом и с честью выполнять обязанности. В спальне Диана находит книгу об Анне Болейн. Ей начинают сниться сны о Болейн, она представляет, как на рождественском ужине рвёт жемчужное ожерелье, подаренное ей Чарльзом, и поедает жемчуг вместе с супом. Принцесса приходит к мысли, что призрак Болейн преследует её.
На Рождество Диана посещает службу в церкви Святой Марии Магдалины, где замечает среди собравшихся Камиллу. Во время непростого разговора с Чарльзом она заявляет, что не хочет участия Уильяма и Гарри в предстоящей охоте на фазанов. Чарльз игнорирует услышанное и советует жене научиться разделять общественную и частную жизнь. Он отсылает Мэгги в Лондон и распространяет слухи о том, что она подбросила книгу Болейн в комнату Дианы и делала критические замечания о психическом здоровье принцессы. Майор Грегори пытается убедить Диану следовать клятве и подчиниться требованиям королевской жизни, напоминая ей, что солдаты британской армии умирают, стремясь защитить интересы короны (а значит, и её интересы); Диана отвечает, что никогда не хотела, чтобы за неё умирали. Вместо того, чтобы прийти на официальный рождественский ужин, она бежит в дом своего детства и разрезает проволочную ограду с помощью кусачек. Воспоминания о счастливой юности захватывают принцессу, и она танцует. Призрак Болейн останавливает её при попытке самоубийства. Диана разрывает своё жемчужное ожерелье.
В День подарков Диана обнаруживает, что Мэгги вернулась из Лондона. Они отправляются на близлежащий пляж, где Диана рассказывает о своих душевных и супружеских проблемах. В ответ Мэгги признается, что влюблена в неё. Покинув пляж, Диана спешит на фазанью охоту и выходит перед толпой охотников, подражая движениям птиц. Она говорит Чарльзу, что покидает королевский двор и забирает Уильяма и Гарри в Лондон; тот нерешительно соглашается. Диана прощается с Мэгги и Макгрейди; майор Грегори возвращает книгу Болейн в библиотеку. Принцесса едет в Лондон, чтобы начать самостоятельно воспитывать своих детей.

## В ролях
- Кристен Стюарт — принцесса Диана (в девичестве Спенсер)
  - Кимия Шмидт — девятилетняя Диана.
  - Грета Бюкер — Диана в подростковом возрасте.
- Тимоти Сполл — шталмейстер, майор Алистер Грегори.
- Джек Нилен — принц Уильям.
- Фредди Спрай — принц Гарри.
- Джек Фартинг — Чарльз, принц Уэльский
- Шон Харрис — Даррен Макгреди, шеф-повар королевской семьи.
- Салли Хокинс — Мэгги, камеристка принцессы Дианы.
- Стелла Гонет — королева Елизавета II.
- Рихард Заммель — Филипп, герцог Эдинбургский.
- Элизабет Беррингтон — принцесса Анна.
- Эми Мэнсон — Анна Болейн.
- Джеймс Харкнесс — лакей Пол.
- Джон Кио — Майкл.
- Бен Планкетт-Рейнольдс — лакей Брайан.
- Райан Уичерт — старший сержант Вуд.
- Томас Дуглас — Джон Спенсер, 8-й граф Спенсер.
- Эмма Даруолл-Смит — Камилла Паркер Боулз.
- Никлас Корт — принц Эндрю, герцог Йоркский.
- Ольга Хеллсинг — Сара, герцогиня Йоркская.
- Матиас Волковски — принц Эдвард.
- Ориана Гордон — Сара Армстронг-Джонс.

## Создание и оценки
В июне 2020 года стало известно, что чилийский режиссёр Пабло Ларраин снимет фильм о принцессе Диане. На главную роль он выбрал Кристен Стюарт, объяснив своё решение уникальностью этой актрисы: «Кристен может быть очень разной, она может быть очень таинственной и очень хрупкой, а в конечном итоге очень сильной, и это то, что нам нужно». Сценаристом стал Стивен Найт.
Съёмки фильма прошли в 2021 году, к актёрскому составу присоединились Тимоти Сполл, Салли Хокинс и Шон Харрис. Премьера состоялась в сентябре 2021 года на Венецианском кинофестивале, в прокат в Великобритании и США картина вышла 5 ноября 2021 года. Она собрала в прокате 25,2 миллиона долларов.
На премьере в Венеции фильму аплодировали стоя в течение трёх минут. Критики высоко оценили игру Кристен Стюарт, причём обозреватель Forbes ещё после выхода трейлера написал, что эта роль «подталкивает» Стюарт к «оскаровской гонке». О возможной номинации Стюарт на «Оскар» (первой в её карьере) говорили и на Венецианском фестивале. Позже актрису действительно номинировали на эту премию.
Дэвид Руни из The Hollywood Reporter заявил, что основная работа в фильме «лежит на плечах Стюарт» и что картина «рассказывает печальную историю, которую, как нам всем кажется, мы знаем, в новом и по-настоящему тревожном свете». Робби Коллин в рецензии для The Daily Telegraph написал, что Стюарт «мастерски ориентируется в этой опасной местности, правильно подбирая голос и манеры, но при этом слегка подстраивая всё под себя, чтобы лучше понять мелодраматические, параноидальные и абсурдистские повороты сюжета». Сравнивая картину с фильмом Ларраина о Жаклин Кеннеди «Джеки» (2016), Пит Хэммонд из Deadline Hollywood заявил, что «Спенсер» демонстрирует более доступный, но при этом более амбициозный подход.
Роль Дианы в этом фильме была названа одним из самых точных образов принцессы. Кен Уорф, бывший телохранитель Дианы, заявил, что Стюарт «ближе всего» к своей героине по сравнению с другими актрисами за предыдущие 10 лет. Бывший королевский шеф-повар Даррен Макгрэйди, которого в фильме сыграл Шон Харрис, рассказал, что «Кристен Стюарт великолепна в роли принцессы, с её манерами и голосом… Счастливые сцены, в которых она была с мальчиками, словно оживляли её снова».

## Награды и номинации
| Награда                                             | Дата вручения    | Категория                           | Номинанты и получатели          | Результат    | П.     |
| --------------------------------------------------- | ---------------- | ----------------------------------- | ------------------------------- | ------------ | ------ |
| Венецианский кинофестиваль                          | 11 сентября 2021 | Приз за лучший фильм — Золотой лев  | Пабло Ларраин                   | Номинация    | [ 16 ] |
| Премия Hamilton Behind The Camera                   | 13 ноября 2021   | Приз режиссёру                      | Пабло Ларраин                   | Победа       | [ 17 ] |
| Премия общества кинокритиков Детройта               | 6 декабря 2021   | Лучшая актриса                      | Кристен Стюарт                  | Номинация    | [ 18 ] |
| Премия общества кинокритиков Вашингтона             | 6 декабря 2021   | Лучшая актриса                      | Кристен Стюарт                  | Победа       | [ 19 ] |
| Премия общества кинокритиков Вашингтона             | 6 декабря 2021   | Лучшая музыка к фильму              | Джонни Гринвуд                  | Номинация    | [ 19 ] |
| Премия общества кинокритиков Бостона                | 12 декабря 2021  | Лучшая оригинальная музыка к фильму | Джонни Гринвуд                  | Победа       | [ 20 ] |
| Кружок женщин-кинокритиков                          | 13 декабря 2021  | Лучшая актриса                      | Кристен Стюарт                  | Победа       | [ 21 ] |
| Премия Ассоциации кинокритиков Чикаго               | 15 декабря 2021  | Лучшая актриса                      | Кристен Стюарт                  | Номинация    | [ 22 ] |
| Премия Ассоциации кинокритиков Чикаго               | 15 декабря 2021  | Лучшая оригинальная музыка к фильму | Джонни Гринвуд                  | Номинация    | [ 22 ] |
| Премия Ассоциации кинокритиков Чикаго               | 15 декабря 2021  | Лучший дизайн костюмов              | Жаклин Дюрран                   | Победа       | [ 22 ] |
| Премия Ассоциации кинокритиков Лос-Анджелеса        | 18 декабря 2021  | Лучшая музыка                       | Джонни Гринвуд                  | Второе место |        |
| Премия Ассоциации кинокритиков Сент-Луиса           | 19 декабря 2021  | Лучшая актриса                      | Кристен Стюарт                  | Победа       | [ 23 ] |
| Премия Ассоциации кинокритиков Сент-Луиса           | 19 декабря 2021  | Лучшая музыка                       | Джонни Гринвуд                  | Номинация    | [ 23 ] |
| Премия Ассоциации кинокритиков Сент-Луиса           | 19 декабря 2021  | Лучший дизайн костюмов              | Жаклин Дюрран                   | Второе место | [ 23 ] |
| Премия Ассоциации кинокритиков Далласа и Форт-Уэрта | 20 декабря 2021  | Лучшая актриса                      | Кристен Стюарт                  | Победа       | [ 24 ] |
| Премия общества кинокритиков Флориды                | 22 декабря 2021  | Лучшая актриса                      | Кристен Стюарт                  | Номинация    | [ 25 ] |
| Премия общества кинокритиков Флориды                | 22 декабря 2021  | Лучшая операторская работа          | Клэр Матон                      | Второе место | [ 25 ] |
| Премия «Золотой глобус»                             | 9 января 2022    | Лучшая актриса — драма              | Кристен Стюарт                  | Номинация    | [ 26 ] |
| Премия «Выбор критиков»                             | 13 марта 2022    | Лучшая актриса                      | Кристен Стюарт                  | Номинация    | [ 27 ] |
| Премия «Выбор критиков»                             | 13 марта 2022    | Лучшая музыка                       | Джонни Гринвуд                  | Номинация    | [ 27 ] |
| Премия «Спутник»                                    | 2 апреля 2022    | Лучший фильм — драма                | Спенсер                         | Ожидается    | [ 28 ] |
| Премия «Спутник»                                    | 2 апреля 2022    | Лучшая женская роль — драма         | Кристен Стюарт                  | Ожидается    | [ 28 ] |
| Премия «Спутник»                                    | 2 апреля 2022    | Лучший художник-постановщик         | Гай Хендрикс Диас и Йесим Золан | Ожидается    | [ 28 ] |
| Премия «Спутник»                                    | 2 апреля 2022    | Лучший дизайн костюмов              | Жаклин Дюрран                   | Ожидается    | [ 28 ] |
| Премия «Спутник»                                    | 2 апреля 2022    | Лучшая музыка к фильму              | Джонни Гриннвуд                 | Ожидается    | [ 28 ] |
| Премия «Оскар»                                      | 27 марта 2022    | Лучшая женская роль                 | Кристен Стюарт                  | Номинация    | [ 29 ] |